# Lutnia renesansowa
Lutnia renesansowa – instrument muzyczny szarpany z rodziny lutni. Lutnię renesansową uznaje się za klasyczną odmianę lutni europejskiej. Była najważniejszym instrumentem doby renesansu. Wywodzi się ona bezpośrednio od lutni średniowiecznej, a jej następczynią była lutnia barokowa.

## Pochodzenie i historia
Lutnia renesansowa wywodzi się bezpośrednio od lutni średniowiecznej. Jej powstanie zbiegło się w czasie z pojawieniem się w muzyce znamion stylu renesansowego i było wynikiem dostosowania instrumentu do potrzeb nowego repertuaru. Jednym z pierwszych przedstawień ikonograficznych 6-chórowego instrumentu, który można uznać za lutnię renesansową, jest Skrzydlaty mężczyzna grający na lutni Albrechta Dürera z 1497 roku. Powstanie pierwszych systemów zapisu muzyki lutniowej, tzw. tabulatur (patrz dalej), również datuje się na koniec XV wieku. Ewolucji podlegała także technika gry. W związku z rozwojem polifonii instrumentalnej wychodzi z użycia plektron, nieprzydatny do gry coraz bardziej skomplikowanej muzyki wielogłosowej. Wraz z pojawieniem się lepszych gatunkowo strun basowych, lutnicy dodawali kolejne chóry (pary strun) do budowanych przez siebie instrumentów. Pierwsza wzmianka o lutni 7-chórowej pochodzi z 1511 roku. Dość szybko pojawiły się również instrumenty 8-, 9- i 10-chórowe. Około 1580 roku powstała we Włoszech rozbudowana wersja lutni basowej, tzw. teorban.

## Budowa
Budowa lutni ewoluowała przez cały niemal okres średniowiecza, a wynikiem tej ewolucji było powstanie pod koniec XV wieku lutni renesansowej w jej klasycznej już formie.
Zachowane do dziś egzemplarze tego instrumentu cechują się delikatnością konstrukcji i najwyższym poziomem rzemiosła, co może świadczyć o tym, iż lutnia była instrumentem kosztownym i przeznaczonym raczej dla odbiorców z kręgu arystokracji i bogatego mieszczaństwa. W wydanym w 1533 roku traktacie Scintille di Musica, Giovanni Maria Lanfranco nazywa ją nawet „instrumentem najdoskonalszym ze wszystkich”.

### Pudło rezonansowe
Lutnia renesansowa posiada wypukłe pudło rezonansowe o przekroju gruszkowatym (nieco większe niż lutnia średniowieczna), zbudowane z kilku, do kilkunastu cienkich drewnianych litewek (pod koniec XVI wieku ich liczba wzrosła do ponad 25). Pudło lutni nie posiada wewnętrznego belkowania, poszczególne listewki sklejone są ze sobą i połączone od spodu papierowymi, bądź pergaminowymi taśmami. Do budowy pudła rezonansowego wykorzystywano, zarówno pospolite gatunki drewna, takie jak klon i cis, jak i szlachetne materiały: heban, kość słoniową czy palisander. Całość konstrukcji spina od dołu dodatkowa listwa, a u góry, znajdujący się wewnątrz pudła drewniany bloczek, do którego montowana jest szyjka.

### Płyta wierzchnia
Płyta wierzchnia, najczęściej wykonywana ze świerku, posiada umieszczony centralnie otwór rezonansowy zamknięty ozdobną rozetą wyciętą bezpośrednio w płycie, nieco powyżej jej środka. Do płyty przymocowany jest na stałe mostek, z charakterystycznymi „wąsami”. Mostek nie posiada typowego dla np. gitary, dodatkowego siodełka, a struny mocowane są bezpośrednio do znajdujących się w nim otworów. Płyta wierzchnia wzmocnione jest od spodu belkowaniem. Sposób rozmieszczenia belek, podyktowany właściwościami akustycznymi płyty rezonansowej był starannie obliczany.

### Rozeta
Najbardziej ozdobnym elementem lutni jest rozeta (późnorenesansowe lutnie basowe miewały czasem aż trzy). Pośród bogactwa zachowanych wzorów rozróżnić możemy kilka podstawowych motywów, które powtarzały się, w nieznacznie tylko zmienionych formach, przez całe stulecia. Najbardziej powszechnym motywem była tzw. Gwiazda Dawida. W swej dekoracyjnej postaci, została zapożyczona, podobnie jak sama lutnia z kultury Arabów hiszpańskich. Rozety niektórych, późnorenesansowych lutni europejskich wykazują zadziwiające podobieństwo do motywów pojawiających się w arabskich manuskryptach oraz ceramice z Alhambry a także, rzecz jasna, na instrumentach muzycznych. Jednakże w lutni europejskiej, ściśle geometryczny, arabski ornament został wzbogacony o elementy florystyczne.

### Szyjka
Szyjka lutni renesansowej jest dość szeroka i krótka, posiada palisandrową podstrunnicę, której koniec wpuszczony jest w płytę wierzchnią (inaczej niż w gitarze, w której naklejony jest on na płytę wierzchnią). Szyjka zakończona jest wygiętą do tyłu główką z kołkami do naciągu strun (czasem bogato rzeźbioną). Progi, wykonane z jelit (współcześnie stosuje się również nylonowe zamienniki), wiązane są wokół szyjki, co umożliwia ich przesuwanie i dostrajanie instrumentu. Kilka najwyższych progów przymocowanych jest już do płyty wierzchniej i wykonanych z drewna. Wykonane z twardego drewna siodełko, nie jest przyklejone na stałe do szyjki lecz utrzymywane w miejscu przez opierające się o nie struny.

### Struny
Menzura lutni renesansowej jest nieco większa niż lutni średniowiecznej i waha się od 54 do 66 cm. Struny lutni tradycyjnie wykonywane były z jelit, jednak w dzisiejszych czasach często używa się nylonowych zamienników. Ułożone są one w pary (chóry), przy czym najwyższa struna jest pojedyncza. Klasyczna odmiana lutni renesansowej posiada 6 chórów, choć zdarzają się instrumenty 7- i 8-chórowe. Struny lutni są bardzo delikatne, o dużo mniejszym napięciu niż struny gitary, czy innych instrumentów strunowych. Akcja strun jest niska - dla strun wiolinowych, ok. 2,75 mm nad ósmym progiem, zaś dla najniższej struny basowej, ok. 3,75 mm.

## Strojenie
Lutnia renesansowa w swej klasycznej wersji posiada 6 chórów. Istnieją także instrumenty od 7- do 10-chórowych, jednak podstawowy strój dotyczy zwykle tylko pierwszych sześciu chórów, podczas gdy pozostałe, dodane chóry strojone są w zależności od granego repertuaru. Najbardziej popularnym, standardowym strojem jest G c f a d' g', jednak należy pamiętać, że w czasach renesansu nie istniała notacja muzyczna we współczesnym tego słowa rozumieniu i instrument można było stroić nieco niżej lub wyżej zachowując te same interwały w zależności np. od skali głosu śpiewaka któremu akompaniowano lub od wielkości instrumentu. Poszczególne pary strun wiolinowych strojono unisono, podczas gdy struny basowe często strojone były w oktawach.

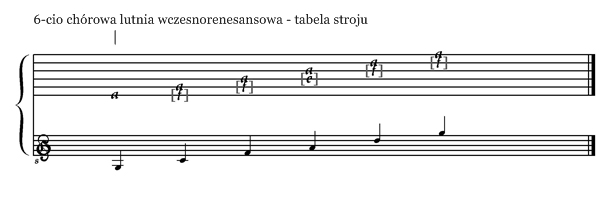
6-chórowa lutnia wczesnorenesansowa - tabela stroju (tabulatura francuska i notacja współczesna)

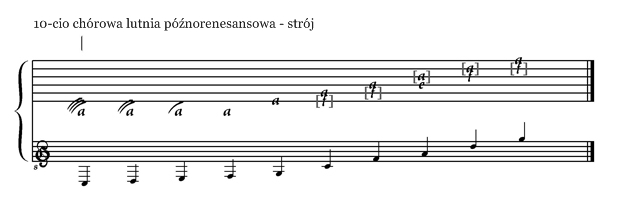
10-chórowa lutnia późnorenesansowa - tabela stroju (tabulatura francuska i notacja współczesna)

## Technika gry
Na lutni renesansowej grano, szarpiąc struny palcami. Prawdopodobnie już na początku XVI wieku wyszedł z użycia plektron (używany jeszcze w późnym średniowieczu), o czym świadczy pierwsza drukowana Tabulatura autorstwa Petrucciego, wydana w Wenecji i przeznaczona na lutnię sześciochórową. Zawiera ona utwory wielogłosowe, o skomplikowanych liniach melodycznych, które nie mogły być grane za pomocą plektronu. Technika gry na lutni renesansowej różni się znacznie od techniki gry na gitarze. Zasadniczą różnicą jest to, że w technice lutniowej nie używa się paznokci. Dłoń trzyma się równolegle do strun (nie prostopadle, jak w gitarze) i uderza opuszkami palców na przemian z góry (kciukiem) i z dołu (palcem wskazującym) tak, aby poszczególne pary strun szarpane były jednocześnie, a nie jedna po drugiej. Akordy wykonywano szarpiąc palcami określone struny jednocześnie, bądź używając techniki arpeggio. Nie uderzano natomiast strun całą dłonią, jak technice gitarowej.

## Repertuar
Lutnia była w czasach renesansu instrumentem przeznaczonym przede wszystkim do gry solowej (później także do akompaniowania śpiewu). Cechą charakterystyczną renesansowej muzyki instrumentalnej była rozbudowana polifonia. W związku z rozwojem i popularnością lutni powstało wiele nowych form muzycznych. Do czasów dzisiejszych zachował się ogromny zbiór utworów pisanych na lutnię solo (publikowanych w tzw. Tabulaturach). Do najpopularniejszych gatunków muzycznych komponowanych na lutnię należały:
- wywodzący się z motetu ricercar,
- preludia i toccaty,
- fantazje lutniowe,
- tańce: pawana, galiarda, volta, villanella, passamezzo, także polskie, jak: goniony, chodzony (polonaise lub taniec polski)

## Wybitni kompozytorzy i lutniści oraz literatura lutniowa
Do krajów o największym dorobku artystycznym należały Włochy, Francja, Niemcy i Polska (później także Anglia). Należy jednak pamiętać, że muzyka tamtych czasów miała w dużej mierze charakter międzynarodowy, wybitni lutniści i kompozytorzy znajdowali zatrudnienie na dworach bogatych władców europejskich, utwory popularnych twórców były kopiowane i publikowane w tabulaturach wydawanych w różnych krajach, a gatunki muzyczne wywodzące się z poszczególnych krajów wchodziły często do kanonu ogólnoeuropejskiej muzyki lutniowej.

### Francja

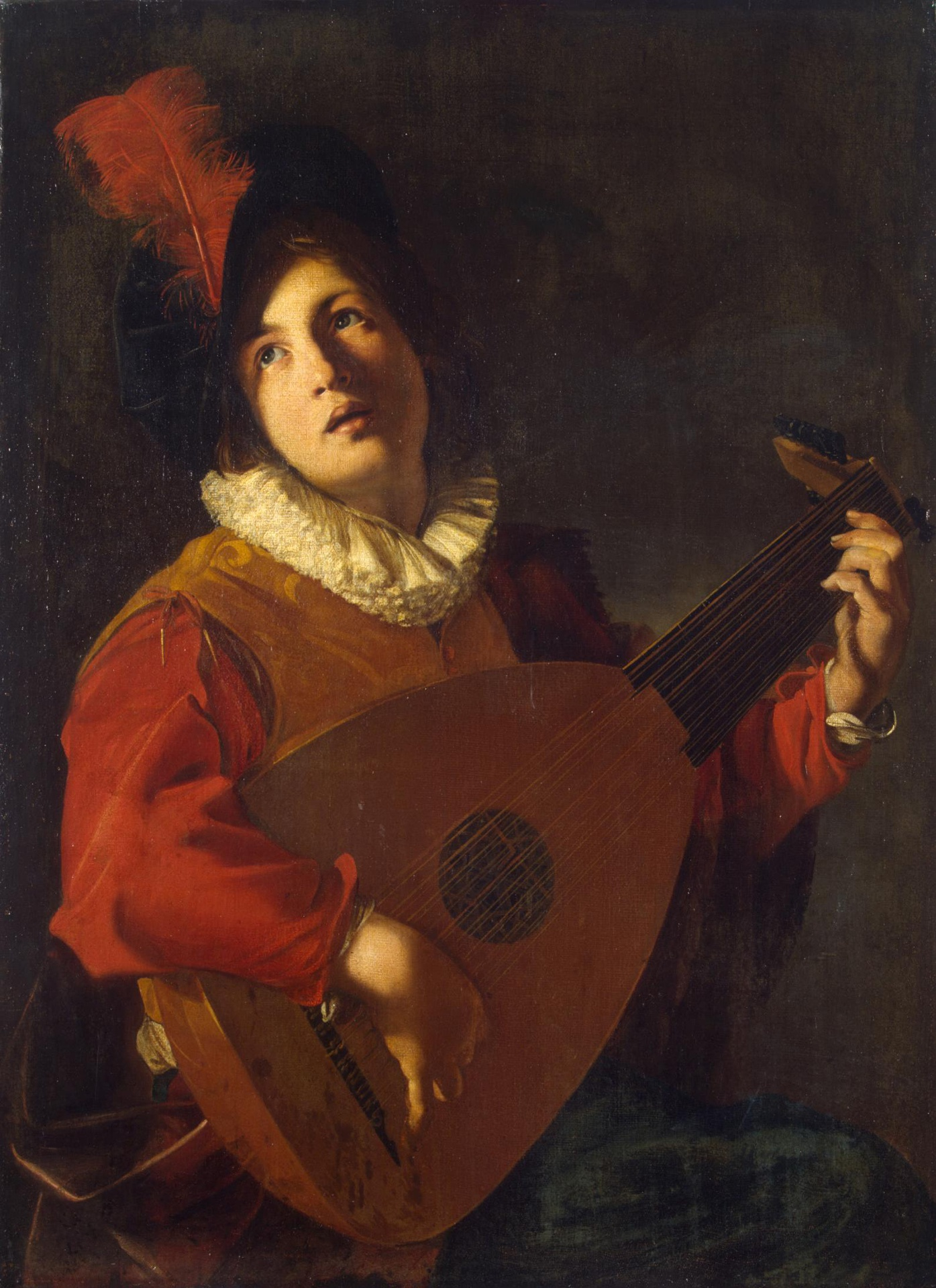
Nicolas Tournier, Lutnista

Francja w dobie późnego średniowiecza i reneansu była centrum kultury muzycznej w Europie. Największym mecenasem muzyków epoki renesansu był Franciszek I, któremu przypisuje się import kultury renesansowej z Włoch. Już w latach 30. XVI wieku powstały pierwsze drukowane publikacje muzyczne, których autorem był francuski kompozytor i lutnista (a także drukarz) Pierre Attaingnant (ur. 1494, zm. 1552), uważany za pierwszego dużego wydawcę muzyki. Udoskonalił on technikę druku tabulatur wynalezioną przez Ottaviana Petrucciego. Jego tabulatury, jak wydana w 1530 roku Dixneuf chansons musicales reduictes en la tabulature des Orgues Espinettes Manichordions, et telz semblables instrumentz musicaulx..., zawierają muzykę pisaną na instrumenty klawiszowe i lutnię. Innym wybitnym kompozytorem i wydawcą, a także nauczycielem muzyki, był Adrian Le Roy (ur. 1520, zm. 1598), który wraz z Robertem Ballardem Starszym (ur. ok. 1527, zm. 1588), również wirtuozem i kompozytorem, założył w 1551 roku duże wydawnictwo muzyczne Le Roy & Ballard, które wydało wiele dzieł z muzyką lutniową oraz podręczników techniki lutniowej, m.in. Premier Livre de Tablature de Luth (1551), Les instructions pour le Luth (1574). Był on również wydawcą i autorem wielkiego sukcesu Orlanda di Lasso (ur. 1532, zm. 1594), głównego przedstawiciela dojrzałej szkoły francusko-flamandzkiej, który uważany jest za jednego z trzech najbardziej wpływowych kompozytorów XVI stulecia i którego dzieła (choć sam tworzył głównie muzykę wokalną) były najczęściej aranżowanymi na lutnię utworami tamtych czasów.
Warto jeszcze wspomnieć o Reném Mesangeau (aktywny 1567-1638), kompozytorze okresu przełomu renesansu i baroku, tworzącym na dworze Ludwika XIII. Był on uważany za jednego z najwybitniejszych lutnistów XVII wieku, wprowadził nowy sposób strojenia lutni w d-moll oraz nową technikę gry, tzw. style brisé (lub style luthé). Pozostawił po sobie ok. 50 prac, które w znacznym stopniu przyczyniły się do rozwoju muzyki lutniowej po 1630 roku. Z kolei Jean-Baptiste Besard (ur. 1567, zm. 1625), który tworzył głównie w Niemczech, wydał w 1603 roku w Kolonii Thesaurus Harmonicus zawierający 403 utwory 21 kompozytorów (nie wyłączając jego własnych kompozycji), a także instrukcje dotyczące techniki gry na lutni. Książka ta uznawana jest za jeden z największych zbiorów muzyki lutniowej. We Francji działał również pochodzący z Polski lutnista i kompozytor Jakub Polak (ur. 1545, zm. 1605), znany ze swej nieprzeciętnej techniki gry oraz wyrafinowanych i innowatorskich kompozycji. Przybył on w 1574 roku do Paryża z Krakowa jako dworzanin Henryka III Walezego. Piastował funkcję lutnisty królewskiego. Pozostawił po sobie ponad 60 utworów lutniowych. Jego sarabanda uważana jest za pierwszy we Francji utwór tego gatunku.

### Włochy

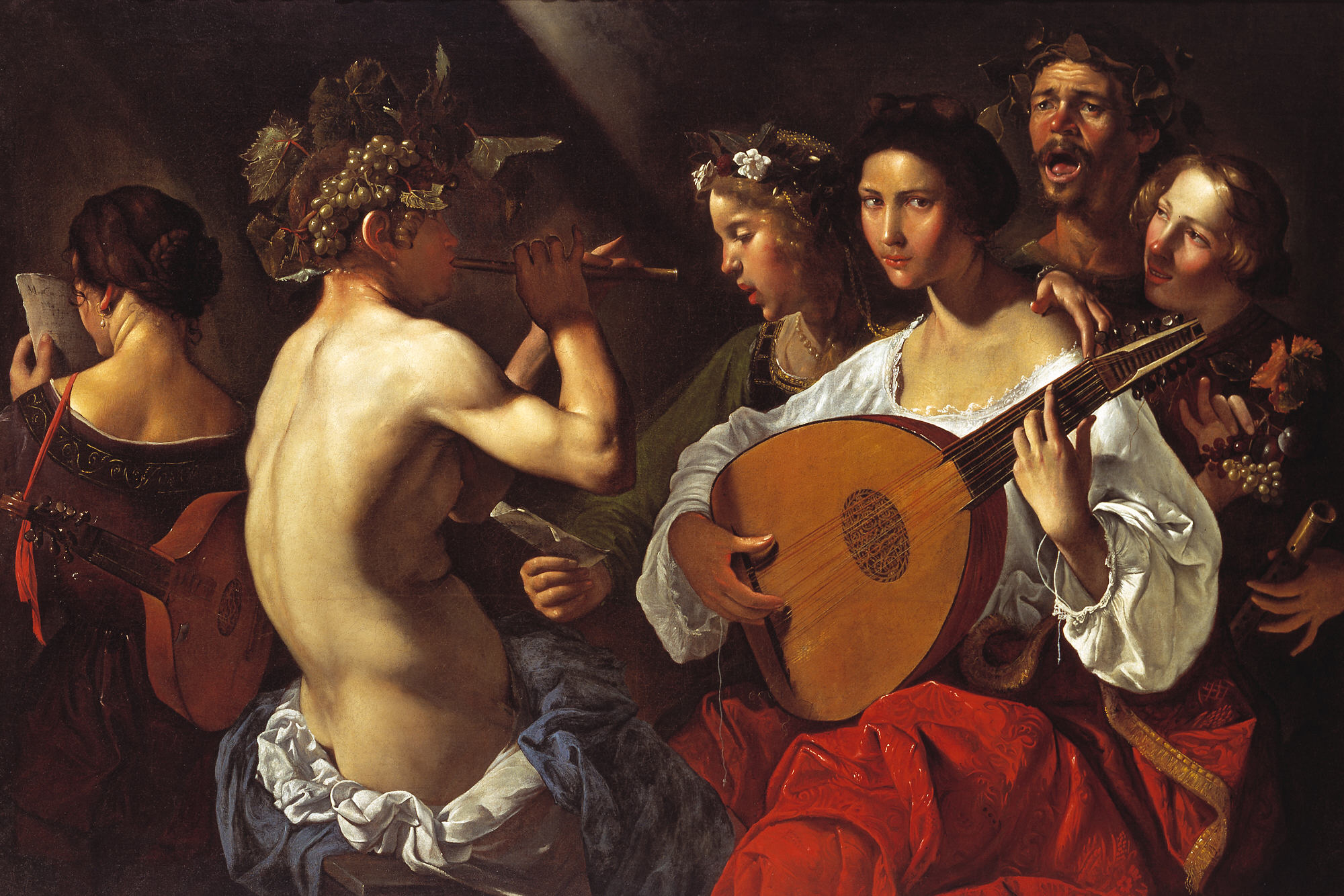
Koncert Bachusa, Pietro Paolini, ok. 1625

Włoska muzyka lutniowa dominowała w Europie głównie w czasach wczesnego renesansu muzycznego (koniec XV wieku, 1. poł. XVI wieku), później straciła nieco na znaczeniu. Włoscy lutniści byli poszukiwaniu na wielu dworach europejskich. Tak zwany Manuskrypt Capiroli, pochodzący z początków XVI wieku, jest uważany za najważniejsze źródło wczesnej muzyki lutniowej. Jego autor, włoski kompozytor i lutnista, Vincenzo Capirola (ur. 1474, zm. po 1548) zawarł w nim swoje utwory, a także wiele informacji z dziedziny teorii muzyki i techniki gry na lutni.
Największy wkład w rozwój włoskiej muzyki renesansowej i muzyki renesansowej w ogóle miał wenecki wydawca Ottaviano Petrucci (ur. 1466, zm. 1539). Uznawany jest on za wynalazcę nowej metody drukowania tabulatur (udoskonaloną później przez Pierre'a Attaingnanta), która umożliwiła wydawanie muzyki na wielką skalę. Dzięki jego wynalazkowi możliwe było powstanie pierwszego od czasów chorału gregoriańskiego międzynarodowego stylu muzycznego, tzw. szkoły francusko-flamandzkiej, której artyści, migrując z Francji i Flandrii, rozpowszechnili drukowaną muzykę we Włoszech, Niemczech, Hiszpanii i Polsce. W latach 1501–1509 wydał on sześć bardzo wpływowych publikacji, z których część zawierała muzykę pisana na lutnię. Pierwsze dwie: Intabolatura de lauto libro primo i Intabolatura de lauto libro secondo wydane w 1507 roku (pierwsze drukowane wydania muzyki instrumentalnej w Europie) zawierają popularne i często kopiowane utwory, znanego lutnisty i kompozytora, Francesca Spinacina (aktywny ok. 1507). Innym ważnym kompozytorem muzyki lutniowej wczesnego renesansu, również publikowanym przez Petrucciego, był Joan Ambrosio Dalza (aktywny ok. 1508), którego dorobek składa się prawie wyłącznie z utworów pisanych na oryginalnie lutnię (nie zaś aranżacji, jak w przypadku innych kompozytorów), jest też znany jako autor najstarszych, zachowanych pawan.
Kolejna dekada należała do Francesca Canova da Milano (ur. 1497, zm. 1543), artysty tworzącego na dworze papieża Leona X. Zasłynął on z komponowania gatunków takich jak ricercar i fantazja. Jego kompozycje wydawane były m.in. we Francji (1529) i Mediolanie (1536). Miał on wielki wkład w rozwój wyrafinowanej polifonii, jego twórczość znana była w całej Europie i inspirowała innych kompozytorów jeszcze sto lat po jego śmierci. Na początku XVII wieku włoska muzyka powraca na scenę europejską wydając nowych, wpływowych i innowacyjnych kompozytorów rodzącego się baroku, takich jak Alessandro Piccinini (ur. 1566, zm. ok. 1638) i włosko-niemiecki twórca Johannes Hieronymus Kapsberger (ur. 1580, zm. 1651), którzy zrewolucjonizowali technikę gry na lutni.

### Polska

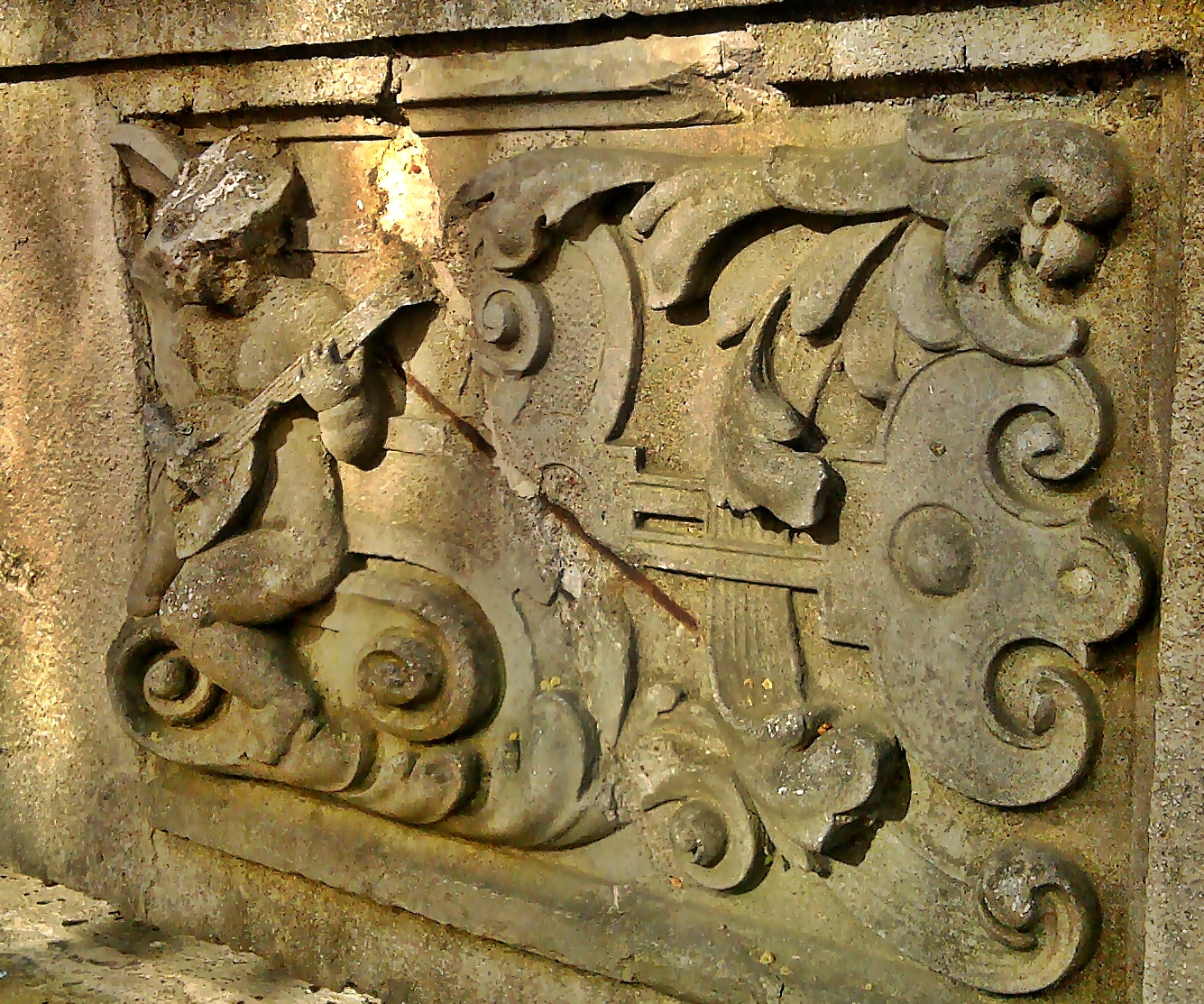
Lutnista na manierystycznej grotesce z przedproża kamienicy przy ul. św. Ducha, Gdańsk, XVI lub XVII wiek, artysta nieznany

Polska muzyka renesansowa należała do ścisłej czołówki europejskiej, a jej centrum był ówczesny Kraków. Było to związane przede wszystkim z mecenatem dworu ostatnich Jagiellonów oraz arcybiskupów katedry wawelskiej, lecz także, w pewnym stopniu, dworów magnackich. O sile i oddziaływaniu polskiej muzyki tamtych czasów świadczy fakt, że wiele polskich utworów lutniowych publikowano w tabulaturach w całej Europie. Szczególnie na dworze królewskim działało wielu utalentowanych kompozytorów i lutnistów (polskich i zagranicznych), a niektórzy z nich zaliczani byli do najwybitniejszych twórców swych czasów. Jednym z najbardziej wpływowych muzyków był, działający na dworze Zygmunta II Augusta, węgierski lutnista Valentin Bakfark (ur. 1505, zm. 1576). Przez sobie współczesnych uważany był za największego wirtuoza lutni, pozostawił po sobie dzieła cechujące się wyrafinowaną polifonią i najwyższym poziomem technicznym. Wydał on w 1565 roku, w krakowskiej drukarni Łazarza Andrysowicza (wielkiego ówczesnego wydawcy muzyki), dedykowane Zygmuntowi Augustowi dzieło Harmoniarum musicarum in usum testudinis factarum, tomus primus - pierwszą w Polsce drukowaną tabulaturę lutniową. Sławę na dworze królewskim, jako lutnista, a później kompozytor, zdobył również Krzysztof Klabon (ur. 1550, zm. ok. 1616), w 1576 roku mianowany kierownikiem dworskiej kapeli, którą to funkcję piastował przez 20 lat.
Bodaj największym nazwiskiem pośród polskich kompozytorów na lutnię jest Wojciech Długoraj (ur. 1557, zm. 1619), uważany za następcę słynnego Bakfarka. Gry na lutni uczył się na dworze Samuela Zborowskiego. Przez pewien czas był lutnistą królewskim na dworze Stefana Batorego. Był mistrzem polifonii i błyskotliwym wirtuozem, czym zyskał sobie europejską sławę. Pozostawił po sobie utwory pisane na lutnię, m.in. charakteryzujące się melodyjnością villanelle, fantazje lutniowe, tańce polskie, zachowane w tabulaturze Thesaurus harmonicus z 1603 roku oraz w tzw. Tabulaturze Długoraja. W epoce „złotego wieku” do Polski ściągało wielu uznanych lutnistów włoskich. Wśród nich byli: Luca Marenzio (ur. 1553, zm. 1599), który w 1595 roku został następcą Annibala Stabile jako maestro di cappella na dworze Zygmunta III Wazy, nowatorski Michelagnolo Galilei (ur. 1575, zm. 1631, brat astronoma Galileusza), którego mecenasem w latach 1593-1607 był ród Radziwiłłów herbu Trąby. Najbardziej jednak znanym był Diomedes Cato (ur. 1555, zm. 1628), który ponieważ całe swoje życie spędził w Polsce, a w swej twórczości wykorzystywał melodie zaczerpnięte z muzyki ludowej, uważany jest za kompozytora polskiego. Słynął on ze swoich kompozycji lutniowych, w których można zauważyć wpływy wczesnego baroku. Jego muzyka była wydawana w wielu krajach i ceniona do tego stopnia, że sam Jean-Baptiste Besard nazywał go „Apollem zmartwychwstałym”. Zostawił po sobie m.in. 8 skomponowanych na lutnię tańców polskich, 7 fantazji, 6 galliard 5 preludiów oraz pewną ilość innych utworów. Polscy lutniści robili także karierę za granicą, jak wspomniany Jakub Reys-Polak.

### Niemcy

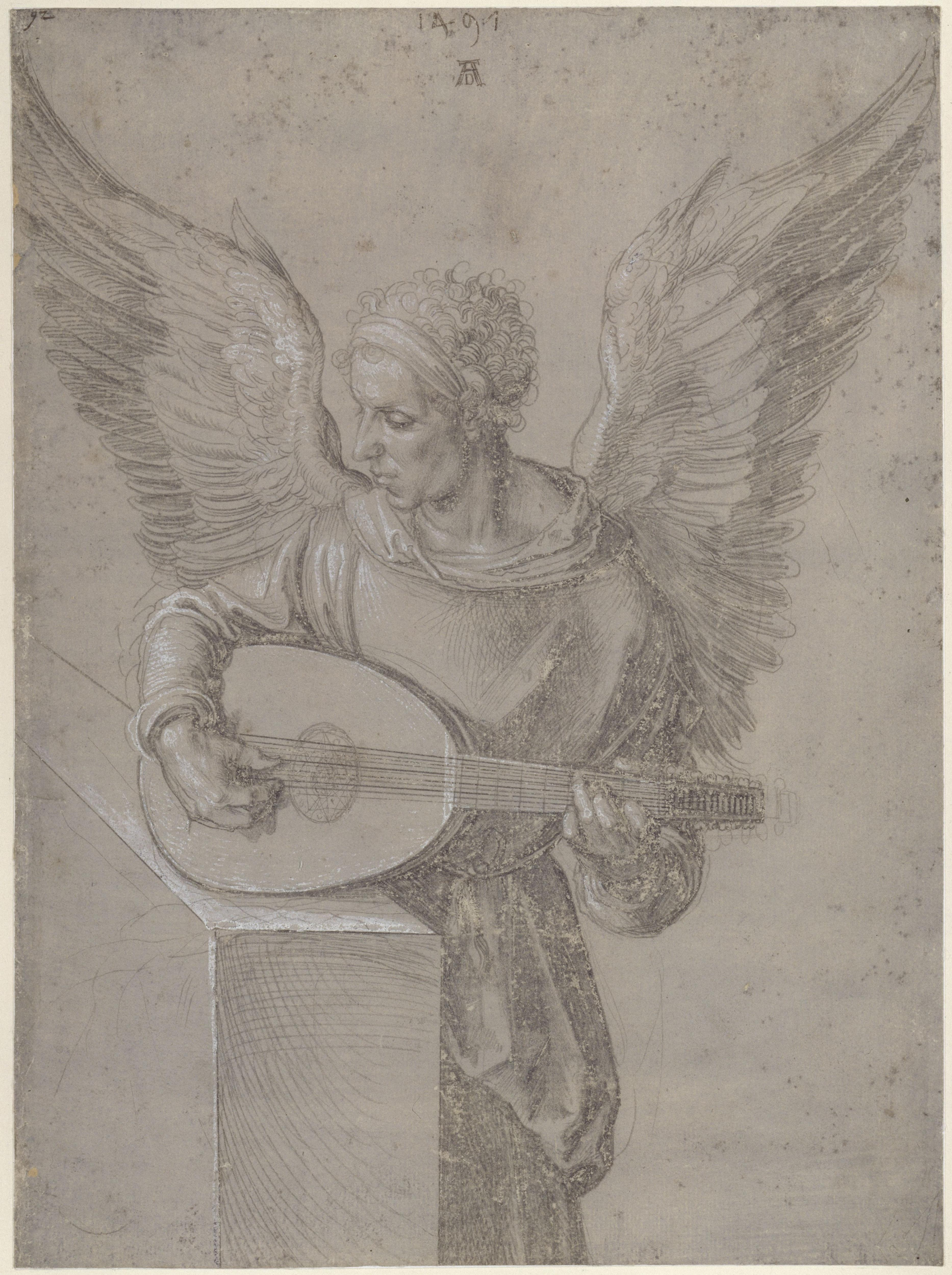
Albrecht Dürer, Skrzydlaty mężczyzna grający na lutni, 1497

Niemcy epoki renesansu również mogą się poszczycić wkładem w europejską muzykę lutniową. Dość wcześnie pojawiła się tam drukowana literatura lutniowa, a niemiecki system notacji muzycznej (tzw. tabulatura niemiecka) datuje się jeszcze na XV wiek. Ojcem wczesnej muzyki renesansowej w Niemczech był lutnista i organista Conrad Paumann (ur. ok. 1410, zm. 1473). To jego według tradycji uważa się za twórcę tabulatury niemieckiej, choć bywa to często kwestionowane (był niewidomy od urodzenia). Bez wątpienia jednak był on muzykiem niezwykle utalentowanym i zdobył uznanie swą grą na wielu dworach europejskich. Przez pewien czas był nadwornym muzykiem Albrechta III bawarskiego, później podróżował także do Mediolanu, Neapolu, Mantui (gdzie został nobilitowany), występował przed księciem Burgundii, Filipem III Dobrym i przed cesarzem Fryderykiem III Habsburgiem. Miał on wielki wpływ na kształtowanie się muzyki niemieckiej i recepcję stylu francusko-flamandzkiego. Niestety z całego jego dorobku zachował się tylko jeden utwór.
Pierwszym wydawcą muzyki na lutnię był lutnista i organista, zaliczany do kompozytorów ze szkoły kolorystów Arnolt Schlick (ur. ok. 1460, zm. po 1521). Wydał on w 1513 roku zbiór utworów, wśród których było kilka utworów na lutnię. Jego Tabulaturen etlicher lobgesang jest uważana za najwcześniejsze obszerne źródło niemieckiej muzyki lutniowej i jeden z pierwszych drukowanych tego typu zbiorów w Europie. Swój wkład w literaturę muzyczną miał też lutnista i kompozytor Hans Judenkünig (ur. ok. 1450, zm. 1526), związany z Uniwersytetem Wiedeńskim. Wydał on dwa w 1515 i w 1523 roku dwa podręczniki do nauki gry na lutni dla amatorów. Innym lutnistą, który pozostawił po sobie istotne, z punktu widzenia historycznego dzieła, był Hans Gerle (ur. 1500, zm. 1570). Jego pierwsza publikacja wydana w 1532 roku w Norymberdze, Musica teusch, auf die Instrument der grossen unnd kleinen Geygen, auch Lautten, zawiera aranżacje na lutnię utworów innych niemieckich kompozytorów, lecz przede wszystkim wprowadzenie do techniki gry na lutni, oraz objaśnienie sposobu czytania notacji muzycznej, przez co jest dziś za ważnym źródłem informacji dla współczesnego wykonawstwa historycznego.
Kolejnym wielkim nazwiskiem wczesnorenesansowej muzyki lutniowej w Niemczech był, pochodzący z Węgier, Hans Neusidler (ur. ok. 1508-09, zm. 1563). Jego osiem publikacji zawiera aranżacje znaznych niemieckich pieśni, francuskich chansons, włoskich madrygałów, tańców i preludiów. W swej pierwszej publikacji Ein newgeordent künstlich Lautenbuch in zwen Theyl getheylt: der erst für die anfahenden Schuler z 1536 roku zawarł proste utwory dla początkujących wraz z opisem techniki gry na lutni. W drugiej połowie XVI wieku tabulatura niemiecka stopniowo wychodziła z użycia, zastępowana przez francuską i włoską. Podobnie działo się z niemiecką muzyką lutniową, która traciła własny charakter i oryginalność, aż zdominowana została przez repertuar międzynarodowy. Ostatecznie wojna trzydziestoletnia doprowadziła do zupełnego upadku drukarstwa muzycznego w Niemczech na pół wieku. Dopiero koniec wieku XVII przyniósł pewne ożywienie w niemieckiej muzyce lutniowej, a jej triumfalny powrót datuje się na wiek XVIII.

### Hiszpania
Mimo iż lutnia przywędrowała do Europy prawdopodobnie właśnie z Hiszpanii, w okresie renesansu to nie lutnia, lecz vihuela była najważniejszym instrumentem w muzyce tego kraju. Jednakże ze względu na podobieństwo w technice gry na obu instrumentach, notacji muzycznej oraz liczne adaptacje muzyki lutniowej na vihuelę, dzieła kompozytorów hiszpańskich wchodziły często w skład repertuaru lutnistów europejskich i miały pewien wpływ na rozwój polifonii lutniowej. Jednym z największych wczesnorenesansowych kompozytorów i instrumentalistów hiszpańskich był Luis de Narváez (ur. ok. 1500, zm. 1550/1560). Był on uważany za pierwszego twórcę, który przeniósł wzory włoskiej, renesansowej muzyki lutniowej na grunt hiszpański. Jego największym dziełem było Los seys libros del delphín wydane w Valladolid w 1538 roku, w którym możemy zaobserwować wpływ Francesca da Milano. Zapisywał on utwory muzyczne w systemie nieco zmodyfikowanej tabulatury włoskiej (tzw. tabulatura hiszpańska). Wydawał on także aranżacje dzieł innych kompozytorów europejskich, takich jak Josquin des Prez, Nicolas Gombert, czy Jean Richafort.
Innymi, znanymi kompozytorami hiszpańskimi byli: Luis de Milán (ur. 1500, zm. 1561), tworzący na dworze w Walencji, którego książka Libro de música de vihuela de mano intitulado El maestro, wydana w 1536 roku jest pierwszym w historii zbiorem muzyki pisanej na vihuelę, Diego Pisador (ur. 1509/10, zm. po 1557), który wydał 1552 roku, dedykowaną Filipowi II Habsburgowi książkę pt. Libro de música de vihuela – zbiór własnych kompozycji oraz aranżacji utworów wielu znanych lutnistów europejskich i w końcu Alonso Mudarra (ur. 1510, zm. 1580), kanonik w katedrze w Sevilli, znany głównie jako twórca pierwszych utworów pisanych na gitarę.

### Anglia
W Anglii największy rozwój muzyki nastąpił w epoce elżbietańskiej. W owym czasie, wielką popularność zdobyły (pochodzące prawdopodobnie od francuskich aria de cour) tzw. arie lutniowe (ang. ayres), czyli pieśni z akompaniamentem lutni. Swój rozkwit zawdzięczały książce First Booke of Songs or Ayres wydanej w 1597 roku przez wielkiego kompozytora i lutnistę angielskiego Johna Dowlanda (ur. 1562, zm. 1626), który, choć tworzył głównie poza granicami kraju, miał wielki wpływ na muzykę angielską. Książka ta uważana jest za jedną z najbardziej wpływowych publikacji w literaturze lutniowej. Angielskie arie lutniowe, komponowane głównie w tonacjach minorowych cechował niespotykany nigdzie indziej nastrój melancholii. Gatunek ten uprawiał i rozwijał później m.in. Thomas Campion (ur. 1567, zm. 1631), którego własna Books of Airs wydana w 1601 roku cieszyła się wielką popularnością i była jeszcze czterokrotnie wznawiana w ciągu kilku następnych lat. Innym ważnym twórcą był lutnista Thomas Robinson (ur. 1588, zm. 1610), który zasłynął przede wszystkim jako teoretyk i nauczyciel oraz autor ważnego podręcznika do nauki gry lutni i innych instrumentach strunowych The Schoole of Musicke wydanego w 1603 roku w Londynie.

## Zapis muzyczny

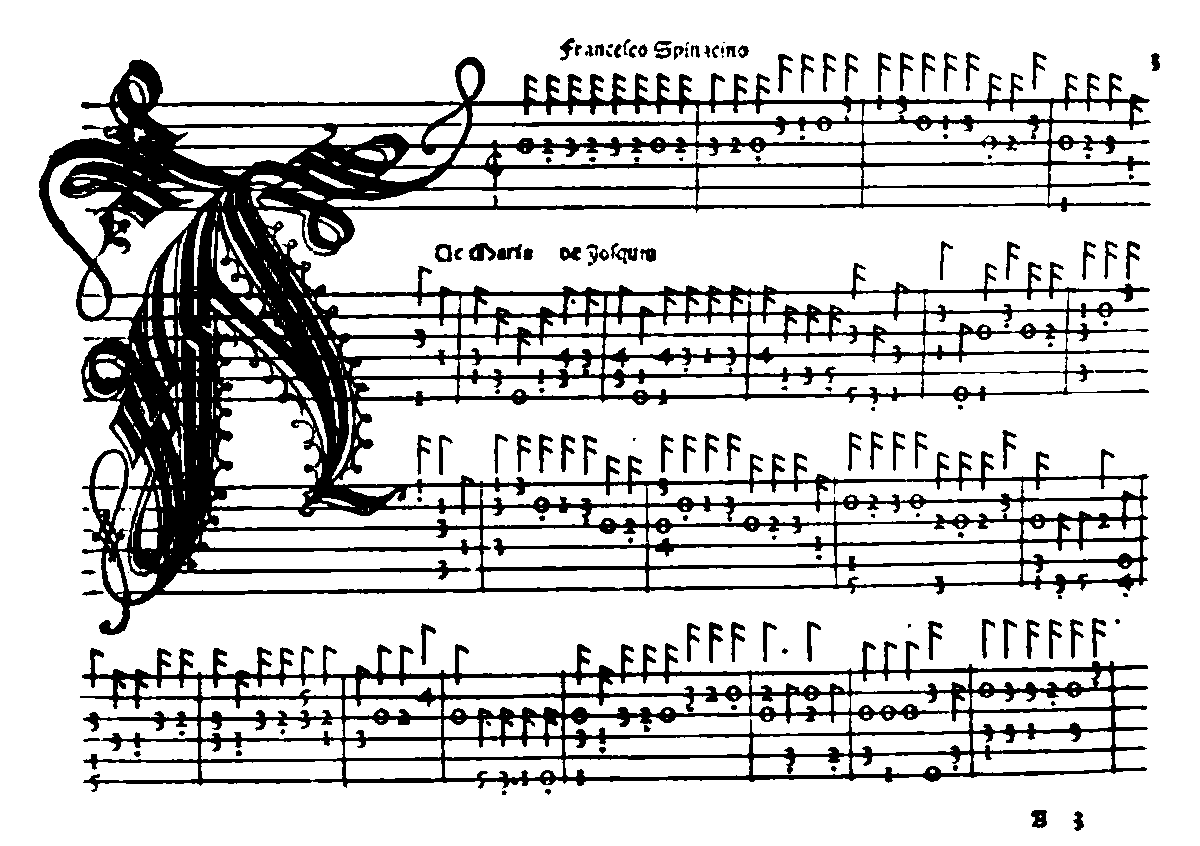
Pierwsza strona tabulatury lutniowej Intabolatura de lauto libro primo (1507) Francesca Spinacino

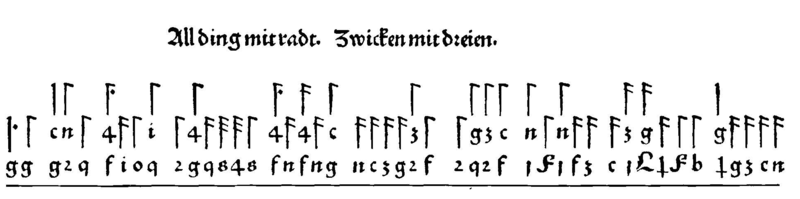
Tabulatura autorstwa Arnolta Schlicka - przykład notacji niemieckiej

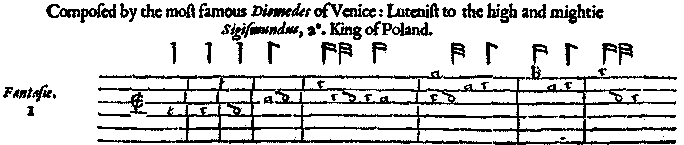
Fantazja Diomedesa Cato, dedykowana Zygmuntowi Augustowi, wydana w Anglii - przykład notacji francuskiej

Do zapisywania muzyki lutniowej używano tak zwanej tabulatury lutniowej.
Muzyka lutniowa zapisywana była w „tabulaturach lutniowych”. Najstarsze z nich pochodzą już z końca XV wieku. Istnieje kilka systemów zapisu tabulaturowego, jednak większość zachowanych publikacji zapisana jest w jednym z trzech głównych systemów. Są to:
- Tabulatura włoska: używana głównie we Włoszech i Hiszpanii[38], najstarszy zachowany zapis pochodzi z włoskiego manuskryptu z XV wieku. Podobna do współczesnej tabulatury gitarowej, składająca się z sześciu linii oznaczających struny (od najniższej do najwyższej), oraz cyfr oznaczających, które progi mają być naciskane (gdzie 0 oznacza pustą strunę[39]. W przypadku utworów pisanych na instrumenty o większej liczbie chórów niż sześć, cyfry oznaczające niższe dźwięki pisane są pod liniami i oznaczone dodatkowymi, ukośnymi kreskami. Ponad liniami znajdują się oznaczenia rytmiczne.
- Tabulatura francuska: jeden z najpopularniejszych systemów zapisu muzyki lutniowej w czasach renesansu, szczególnie we Francji i Anglii. W XVII wieku rozpowszechnił się w pozostałej części Europy wypierając m.in. tabulaturę niemiecką. Podobna do tabulatury włoskiej, z tym że struny oznaczane są odwrotnie (od najwyższej, do najniższej), a progi reprezentowane są przez litery alfabetu a (pusta struna), b, c (lub r), d, e, f, g, h, i, k, l[40]. W zapisie nie używano litery j, by uniknąć mylenia jej z i, często również literę c zastępowano literą r.
- Tabulatura niemiecka: bardzo skomplikowany system, w którym nie występują linie oznaczające struny, lecz zapisywane w jednym rzędzie, małe i duże litery oraz cyfry, z których każda oznacza konkretny próg na konkretnej strunie. Dźwięki uderzane jednocześnie są oznaczane jeden nad drugim w formie akordów[41]. Powstała już pod koniec XV wieku. Używana głównie przez niemieckich kompozytorów czasów renesansu, rzadko w innych krajach. Wyjątkiem jest Tabulatura Bakfarka, wydana w Krakowie, właśnie w systemie niemieckim. System ten wyszedł z użycia pod koniec XVI wieku.

Istniały także inne systemy tabulatur, takie jak:
- Tabulatura neapolitańska (zwana także hiszpańską): odmiana tabulatury włoskiej używana w południowych Włoszech i Hiszpanii. Różni się ona od włoskiej tabulatury tym, że pustą strunę oznacza się cyfrą 1[37].
- Tabulatura hiszpańska: używana w Hiszpanii, głównie do zapisywania muzyki pisanej na vihuelę, jest odmianą tabulatury włoskiej, jednak linie oznaczające struny (chóry) umieszczone są odwrotnie (jak we współczesnej tabulaturze gitarowej).
- Tabulatura polska: używana w Polsce, znana z jednego, zachowanego manuskryptu, powstała prawdopodobnie w XVII wieku. System oparty na tabulaturze francuskiej, jednak linie oznaczające struny (chóry) umieszczone są odwrotnie, tak jak w tabulaturze włoskiej (od najniższej do najwyższej)[42].